# Martin Sandgren
Martin Sandgren, född 22 april 1990 i Kiruna, är en svensk ishockeytränare och före detta ishockeyspelare. 
Sedan säsongen 2016/17 är han assisterande coach för Skellefteå AIK:s J18-lag.